# Morciano di Leuca
Pour les articles homonymes, voir Morciano.
Morciano di Leuca est une commune italienne de la province de Lecce, dans la région des Pouilles.

## Administration
| Période                                  | Période  | Identité       | Étiquette       | Qualité |
| ---------------------------------------- | -------- | -------------- | --------------- | ------- |
| 08/06/2009                               | En cours | Giuseppe Picci | (liste civique) |         |
| Les données manquantes sont à compléter. |          |                |                 |         |

### Hameaux
Marina di Torre Vado, Barbarano del Capo.

### Communes limitrophes
Alessano, Castrignano del Capo, Patù, Salve.